# خطای هندسی دید
خطای هندسی دید (انگلیسی: Geometrical-optical illusions) یکی از انواع خطاهای حسی است که در ادراک دیداری از شکلهای هندسی، بروز می‌کند. به این معنی که درک داده‌های حسی چشم از یک شکل هندسی، با خصوصیات قابل اندازه‌گیری آن شکل مانند طول، عرض و زاویه همخوانی ندارد.

در هندسه، مطالعات بر خصوصیات تعریف شده شکل و مختصات موقعیت نقطه‌ها، خط‌ها و منحنی‌ها تمرکز دارد. اجسام ۳ بعدی را در اغلب موارد، می‌توان بر صفحه ای ۲ بعدی ترسیم کرد و موقعیت هر نقطه را در دستگاه مختصات دکارتی با اعدادی قاطع تعیین نمود. متقابلاً تصویرهای ۲ بعدی را می‌توان به صورت اجسام ۳ بعدی تجسم کرد. احتمال می‌رود که همین شیوه ذهن در تجسم جسم؛ و تصور تصویر ازجمله دلایل بروز خطا باشد.

زمانی که درک ما از یک شکل با اعدادی که خود یافته یا دیگران یافته‌اند تطبیق نداشته باشد، خطایی در کار است. مقایسه درک یک شکل مانند میزان انحای یک خط که یک تجربه درونی است با یافته‌های اندازه‌گیری شده، نخست باعث کشف خطا شده و گاه به دنبال توجه و تعمق بیشتر و نیز مشارکت دیگران منجر به توضیح علت آن می‌گردد.

خطای هندسی دید را می‌توان از دیگر انواع خطای دید، برای مثال در اثر رنگ و روشنایی و دیگر خصوصیات غیر هندسی، متمایز کرد. اصطلاح خطای هندسی دید، در یک بازه زمانی کوتاه در دهه ۱۸۵۰م، ابتکار شد و سپس رواج یافت.